# 조기천
조기천(趙基天, 1913년 1월 6일 ~ 1951년 7월 31일)은 조선민주주의인민공화국의 시인이다.

## 생애
러시아 제국 연해주 우수리스크 근방에 위치한 아엘투게우의 빈농 가정에서 출생하였고 스파스크에서 잠시 유년기를 보낸 적이 있는 그는 아버지를 따라 시베리아로 이주하여 소왕령 조선사범전문학교와 옴스크 고리키 사범대학 문학부를 졸업했다. 이루 중앙아시아 크실오르타에 있는 조선사범대학에서 2년간 교원 생활을 했다. 이 시기를 전후하여 작품 활동을 시작하여 광복 때 중국 동북 방면 소련군의 일원으로 북한으로 들어왔다. 이후 조선신문 문예부에서 활동하면서 <두만강>, <을밀대에서 부른 노래>, <땅의 노래> 등 다수의 시를 발표했으며 북한에서 박세영의 <<밀림의 역사>>와 더불러 2대 걸작 서사시집으로 평가하는 <<백두산>>을 1947년 발표하면서 북한의 대표적인 시인으로 자리매김했다. 
 이후 <<항쟁의 여수>>, <<생의 노래>> 등을 발표했다. 한국 전쟁 때에는 종군작가로 낙동강까지 종군했으며 <불타는 거리에서>, <죽음을 원쑤에게> 등 전의를 고취시키는 작품을 다수 발표하였고, 1951년 평양에서 폭격으로 사망하였다. 1952년 <<조기천 전집>>이 발행되었다.

## 같이 보기
- 한설야
- 조선민주주의인민공화국의 역사
- 조선민주주의인민공화국의 문학

## 참고자료
- 조기천(趙基天)의 장편 서사시 ≪백두산(白頭山)≫ 한국민족문화대백과 - 한국학중앙연구원
- 조기천(趙基天) 저, ≪우리의 길(시집)≫,  조선인민출판사, 1948
- 니꼴라이 그리바쵸브 작, 조기천 역, ≪김일성 장군≫, (민주조선사, 1951)
- 신형기, 오성호, 이선미 엮음, 한국 문학 전집 <<북한 문학>>(2007, 문학과 지성사)